# Pathfork (Kentucky)
Pathfork es un lugar designado por el censo ubicado en el condado de Harlan en el estado estadounidense de Kentucky. En el Censo de 2010 tenía una población de 379 habitantes y una densidad poblacional de 116,79 personas por km².

## Geografía
Pathfork se encuentra ubicado en las coordenadas 36°45′44″N 83°28′27″O / 36.76222, -83.47417. Según la Oficina del Censo de los Estados Unidos, Pathfork tiene una superficie total de 3.25 km², de la cual 3.22 km² corresponden a tierra firme y (0.8%) 0.03 km² es agua.

## Demografía
Según el censo de 2010, había 379 personas residiendo en Pathfork. La densidad de población era de 116,79 hab./km². De los 379 habitantes, Pathfork estaba compuesto por el 100% blancos, el 0% eran afroamericanos, el 0% eran amerindios, el 0% eran asiáticos, el 0% eran isleños del Pacífico, el 0% eran de otras razas y el 0% pertenecían a dos o más razas. Del total de la población el 0% eran hispanos o latinos de cualquier raza.